# Stortjärnen (Bygdeå socken, Västerbotten)
Stortjärnen är en sjö i Robertsfors kommun i Västerbotten och ingår i Rickleåns huvudavrinningsområde. Sjön har en area på 0,0811 kvadratkilometer och ligger 143 meter över havet.

## Delavrinningsområde
Stortjärnen ingår i det delavrinningsområde (713866-172973) som SMHI kallar för Mynnar i Rickleån. Medelhöjden är 146 meter över havet och ytan är 10,34 kvadratkilometer. Räknas de 11 avrinningsområdena uppströms in blir den ackumulerade arean 94,7 kvadratkilometer. Tvärån som avvattnar avrinningsområdet har biflödesordning 2, vilket innebär att vattnet flödar genom totalt 2 vattendrag innan det når havet efter 38 kilometer. Avrinningsområdet består mestadels av skog (80 procent). Avrinningsområdet har 0,08 kvadratkilometer vattenytor vilket ger det en sjöprocent på 0,8 procent.